# Begijnendijk
Pour les articles homonymes, voir Begijnendijk (homonymie).
Begijnendijk est une commune néerlandophone de Belgique située en Région flamande dans la province du Brabant flamand.

## Sections de commune
| # | Nom          | Superf. (km²). | Habitants (2020). | Habitants par km² | Code INS |
| - | ------------ | -------------- | ----------------- | ----------------- | -------- |
| 1 | Begijnendijk | 7,76           | 5.322             | 686               | 24007A   |
| 2 | Betekom      | 9,89           | 4.932             | 498               | 24007B   |

## Communes limitrophes
|           | Heist-op-den-Berg | Hulshout |
| Tremelo   | Begijnendijk      | Herselt  |
| Rotselaar | Aarschot          | Aarschot |

## Héraldique
|  | La commune possède des armoiries qui lui ont été octroyées le 7 juillet 1987. Elles sont une combinaison des armoiries précédentes de Begijnendijk et des armoiries de Betekom. La fleur de lys noire des bras de Betekom, mais le support de Betekom a été remplacé par Sainte Lucie, patronne de Begijnendijk. Les armoiries précédentes de Begijnendijk ne montraient que l’image de Sainte-Lucie. Ces armoiries ont été accordées le 7 avril 1819 et confirmées le 19 octobre 1840. Les couleurs sont les couleurs nationales néerlandaises, comme en 1813 le bourgmestre a introduit sa demande sans indiquer les couleurs. Les armoiries ont donc été attribuées aux couleurs nationales néerlandaises. Lorsque les armoiries ont été confirmées après l'indépendance de la Belgique, les couleurs n'ont pas été changées. Blasonnement : D'argent à une fleur de lys de sable. L'écu placé devant une Sainte Lucie d'or. - Moniteur belge : 3 décembre 1987 Source du blasonnement : Heraldy of the World. |

## Démographie

### Démographie: Avant la fusion des communes
- Source: DGS recensements population

### Démographie: Commune fusionnée
Graphe de l'évolution de la population de la commune (la commune de Begijnendijk étant née de la fusion des anciennes communes de Begijnendijk et de Betekom, les données ci-après intègrent les deux communes dans les données avant 1977).
Les chiffres des années 1831 à 1970 tiennent compte des chiffres des anciennes communes fusionnées.
- Source: DGS , de 1831 à 1981=recensements population; à partir de 1990 = nombre d'habitants chaque 1 janvier[3]

## Sport
Entre 1968 et 2008, la commune a accueilli la 'Begijnendijk', course cycliste amateur.